# Észak-sziklás-hegységi farkas
Az északi-sziklás-hegységi farkas (Canis lupus irremotus), a szürke farkas (Canis lupus) észak-amerikai alfaja.
Közepes termetű, világos színű alfaj.
Egykor hatalmas elterjedési területéről nagyrészt kipusztult, ma már csak Kanadában él.